# FX-05
FX-05 シウコアトル（英語: FX-05 Xiuhcoatl）は、メキシコが開発したアサルトライフル。メキシコ軍に配備されている。名称は、ナワトル語で「炎の蛇」を意味するシウコアトル (Xiuhcoatl) に由来する。

## 概要
基本となるアサルトライフル型のほか、小型・軽量化したカービン型、精密射撃を可能にした選抜射手小銃型（Sharpshooter）、長時間の射撃に対応した軽機関銃型が開発された。
取り外し出来るキャリングハンドルに併設されたオプティカル・スコープや各部位の配置など、ドイツのヘッケラー&コッホ（H&K）社が開発してドイツ軍などが広く採用しているH&K G36によく似たデザインをしており、違法コピーでないかとの疑いが取り沙汰された。しかし、ポリゴナル・バレルを採用し、バーストがG36のような2点ではなく一般的な3点であるなどの異なった点も多く、20mmのピカティニー・レールに置かれた取り外し可能なキャリングハンドルは明らかにM4A1の影響を受けている。

## 法的議論
2007年2月1日、この問題について話し合うため、メキシコシティにてメキシコ国防省（SEDENA）の幹部とH&K社の代表者が会談を行った。SEDENA側はFX-05がG36の違法なコピーかもしれないと考えていたが、H&K側はあくまで異なる銃器であるという見解を示した。最終的にSEDENAとH&Kの間で起訴や賠償が発生することはなかった。
現在、この2種の銃が似通っているのは（多少の影響は受けた可能性はあるにせよ）、メキシコが自国にてH&K製品のライセンス生産を行うために用意していた設備を持っていたためであると考えられている。なお、現在配備されているFX-05はスコープ付きのキャリングハンドルを外して、マウントレールに光学サイトまたは固定式サイトを装着するように変更されたモデルで、G36と異なったシルエットになっている。

## 画像

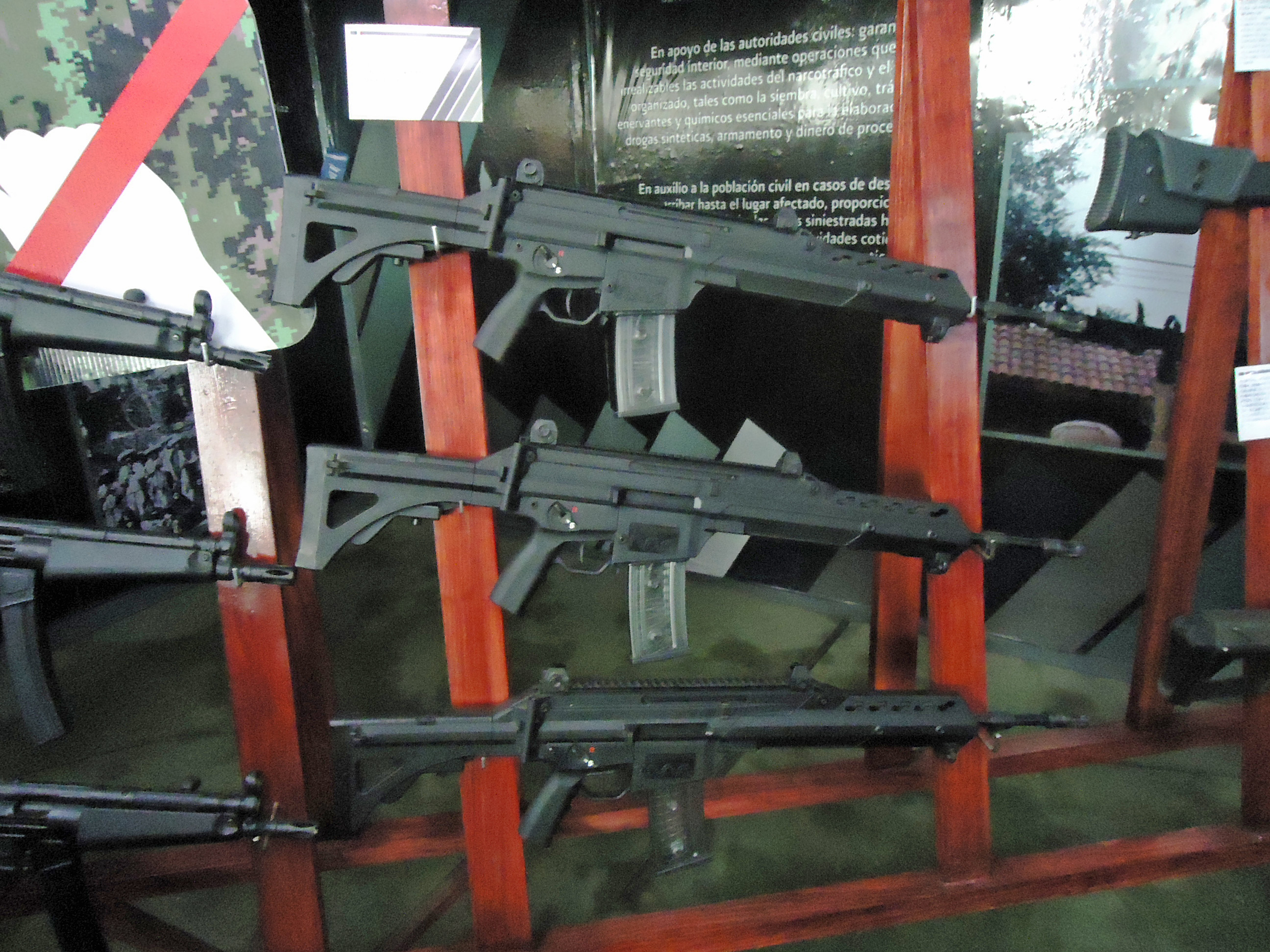
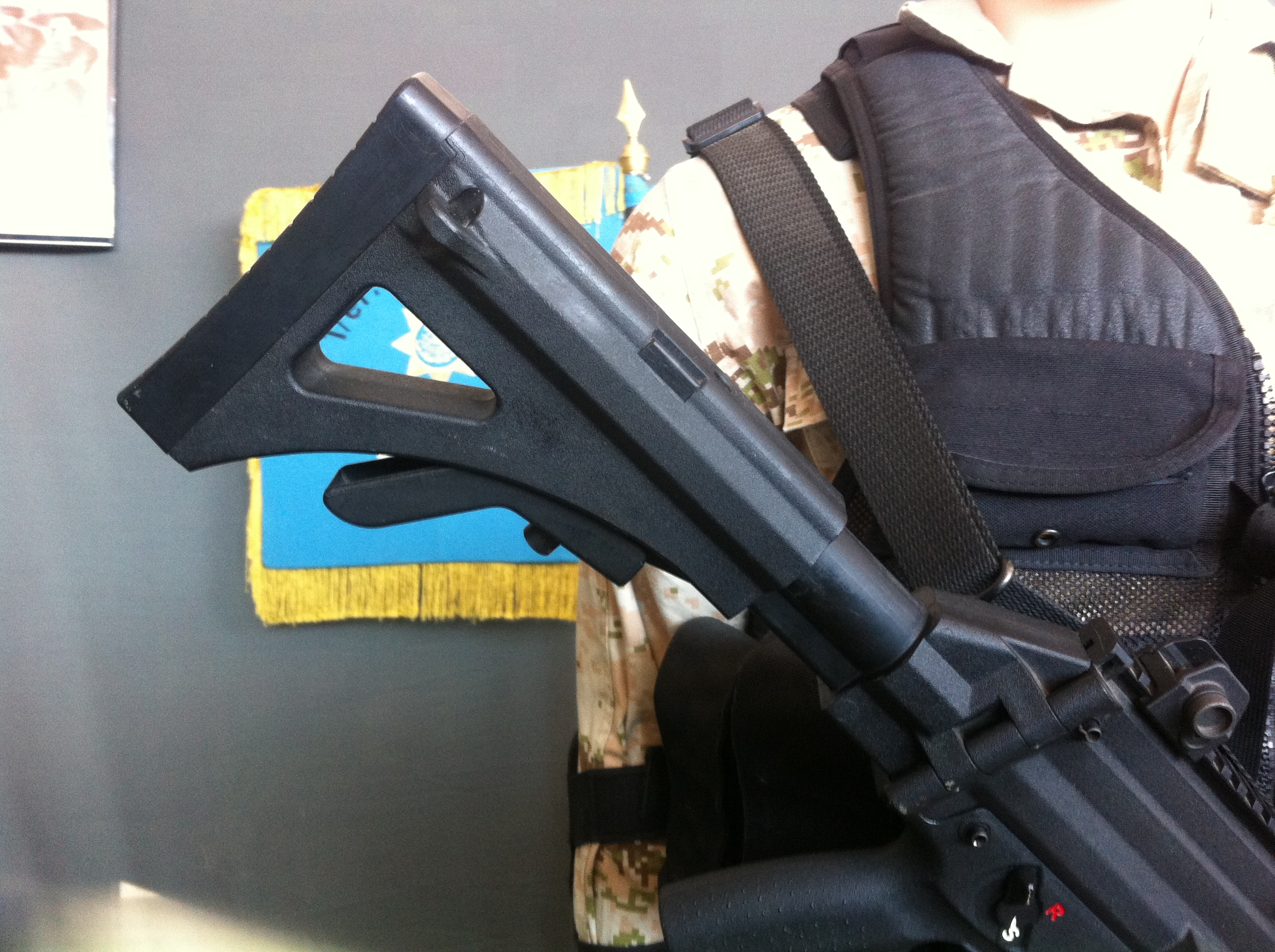
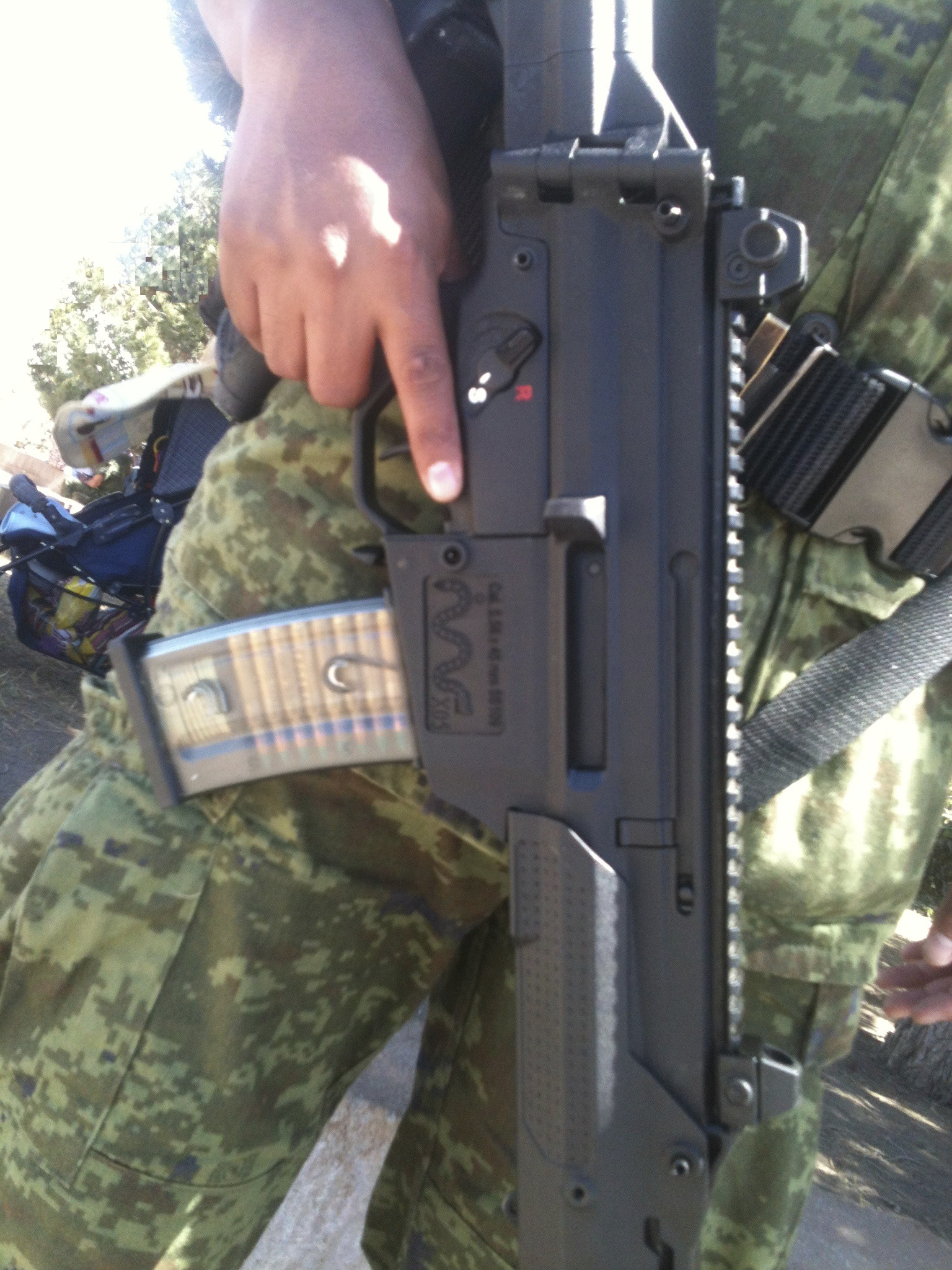
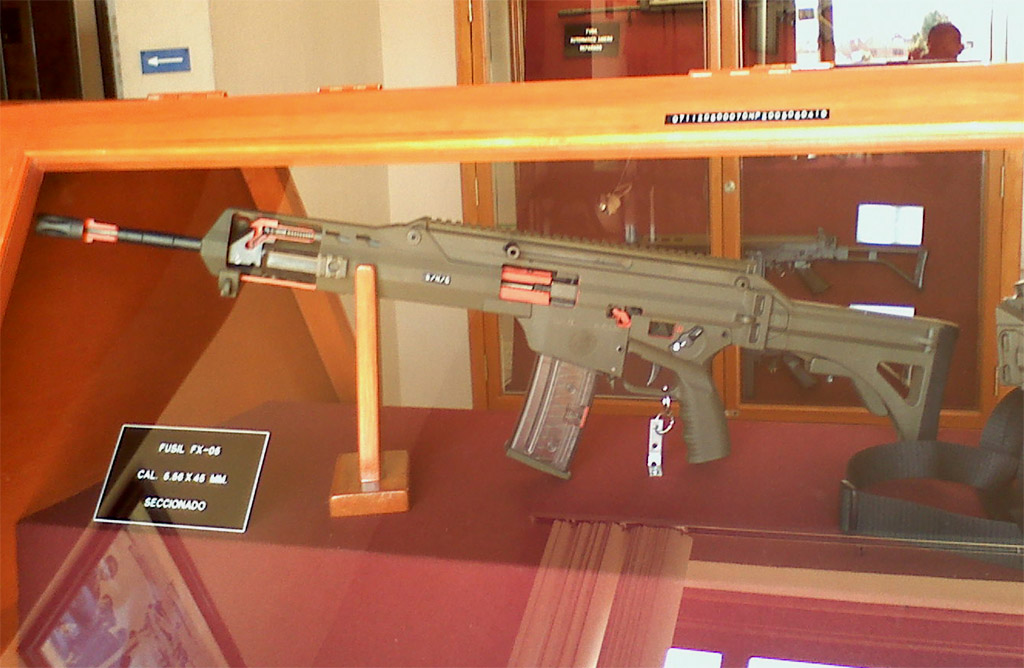
FX-05のカットモデル